# Pye Road
Pye Road est une ancienne voie romaine reliant Camulodunum (Colchester) à Venta Icenorum (près de Norwich), en Angleterre. La route a ensuite été prolongée, la reliant à la nouvelle capitale provinciale au nord du pont sur la Tamise à Londinium (Londres), bien que cette partie de la route soit également connue sous le nom de Grande Route.

## Route
La route va de Venta Icenorum (Caistor St Edmund) à Camulodunum (Colchester), partageant en partie un itinéraire avec l'actuelle route A140 (en). Entre Colchester et Londres, le chemin de l'ancienne route de gravier n'est pas aussi certain, mais on pense qu'il suivrait Ilford's High Street, Romford Road (A118 (en)), une route désormais non pavée à travers l'actuel parc olympique, puis la ligne de Whitechapel Road (en) à Aldgate dans le coin nord-est de la ville de Londres.